# Malek Kandeh
Malek Kandeh (persiska: ملک کنده) är en ort i Iran.   Den ligger i provinsen Khorasan, i den nordöstra delen av landet, 700 km öster om huvudstaden Teheran. Malek Kandeh ligger 1 122 meter över havet och antalet invånare är 168.
Terrängen runt Malek Kandeh är platt. Runt Malek Kandeh är det ganska tätbefolkat, med 56 invånare per kvadratkilometer. Närmaste större samhälle är Nīshābūr, 12,1 km norr om Malek Kandeh. Omgivningarna runt Malek Kandeh är i huvudsak ett öppet busklandskap.